# マンスフェルト
マンスフェルト (ドイツ語: Mansfeld) は、ドイツ、ザクセン＝アンハルト州の都市で、マンスフェルト＝ズュートハルツ郡に属する。1996年9月7日にザクセン＝アンハルト州内務省から名誉称号「ルターシュタット」を授与されている。これは宗教改革者、マルティン・ルターが少年時代の大部分をこの地で過ごしたことによるものである。